# Acid 9-eicosenoic
Acid 9-eicosenoic (hay còn gọi acid gadoleic (20:1 n−11)) là một acid béo không bão hoà. Nó là thành phần chủ yếu của một số loại dầu cá, bao gồm dầu gan cá tuyết. Nó là một trong số các acid eicosenoic. Tên của nó bắt nguồn từ sự kết hợp từ chi của cá tuyết (Gadus) và từ Latinh oleum (dầu), mà chính nó lại được xuất phát từ tiếng Hy Lạp cổ đại ἔλαιον (elaion) có nghĩa là dầu ô-liu.